# Diarmait mac Cerbaill (roi d'Osraige)
Pour l’article homonyme, voir Diarmait mac Cerbaill.
Diarmait mac Cerbaill (mort en  928) est roi d'Osraige dans l'actuel comté de Kilkenny de 894 à 905 puis de 908 à 928. Il ne doit pas être confondu avec son homonyme du VIe siècle l'Ard ri Erenn Diarmait mac Cerbaill.

## Règne
Diramait est le fils aîné Cerball mac Dúnlainge issu de la lignée des Dál Birn, sa mère est la fille de l'Ard ri Erenn Mael Seachnaill Ier mac Mael Ruanaid. Il semble avoir été militairement actif après la mort de son père. En 891, il remporte une victoire sur les  Eóganachta de Munster allié au Hommes du Leinster.  Diarmait succède à son oncle Riacán mac Dúnlainge sur le trône d'Osraige.  Il est déposé en  905 et son frère Cellach est établi à sa place. Après la mort de Cellach en 908 il est rétabli sur son trône  par son cousin Flann Sinna l'Ard ri, et règne pendant encore 20 ans jusqu'à sa mort en 928,.;
Il est évoqué ainsi dans les Banshenchas: « La mère de Diarmait fils de Cerball, héro des brillants Ossoriens, et de Tadg fils du parfait Concobar (noble, riche, destructeur et impétueux) était la fille en poétique du brun Máel Sechlaind de la lignée principale du fameux Máel Ruanaid ».

## Succession et postérité
Diarmait à comme successeur son neveu Cuilén mac Cellaig (928-933). Plus tard son petit-fils nommé Cellach mac Diarmata sera  également roi d'Osraige de 996 à 1003.

## Source
- Anthony Stokvis, préf. H. F. Wijnman, Manuel d'histoire, de généalogie et de chronologie de tous les états du globe, depuis les temps les plus reculés jusqu'à nos jours, Leyde, éditions Brill, 1889 réédition 1966, Volume II  Chapitre  III. Lagénie [Laighen, Leinster], § 2 Ossory [Osraighe]:  Généalogie des rois d'Ossory . Tableau généalogique n° 28a p. 272.
- (en) T.W Moody, F.X. Martin et F.J. Byrne, A New History of Ireland IX Maps, Genealogies, Lists. A companion to Irish History part II, Oxford, Oxford University Press, 2011, 690 p. (ISBN 978-0-19-959306-4).